# Tibor Kállay

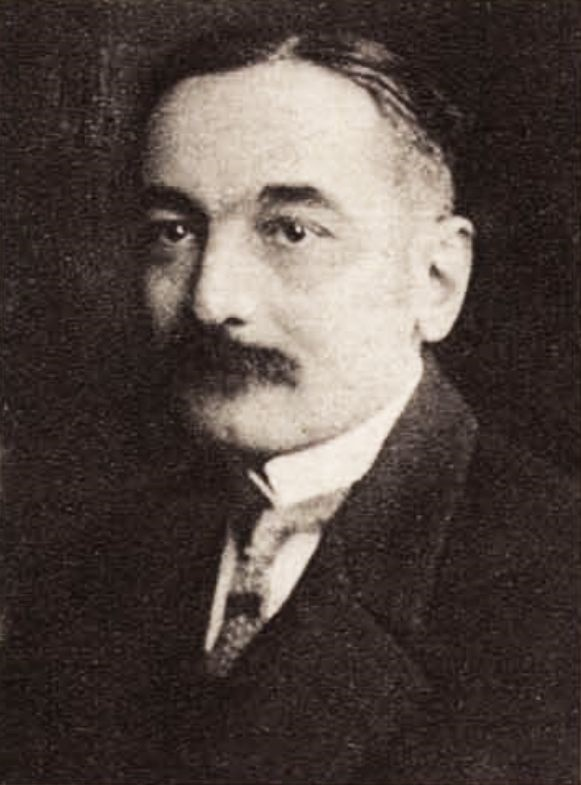
Tibor Kállay, 1925

Tibor Kállay von Nagykálló (* 6. Januar 1881 in Budapest; † 24. Mai 1964 ebenda) war ein ungarischer Politiker und Finanzminister (1921–1924).

## Leben
Kállay wurde 1911 Chef der Sektion für den Etat im k.u. Finanzministerium und wurde 1919 als Staatssekretär im Außenministerium Präsident der Liquidationsbehörde (ung. Felszámoló Hivatal). Von 5. Dezember 1921 bis 20. Februar 1924 war Kállay im Kabinett von István Bethlen Finanzminister. Neben Bethlen hatte er einen großen Anteil an der Organisation einer Anleihe vom Völkerbund. Nach seinem Rücktritt als Finanzminister leitete er bis 1926 die Budapester Abteilung der Einheitspartei (ung. Egységes Párt) und trat 1928 aus der Partei aus.